# Habelschwerdter Gebirge

Habelschwerdter Gebirge (Nr. 33b) innerhalb der Sudeten

Das Habelschwerdter Gebirge (polnisch Góry Bystrzyckie) ist ein langgestreckter Gebirgszug der Sudeten in Polen südwestlich von Habelschwerdt (polnisch Bystrzyca Kłodzka). Es erstreckt sich auf einer Länge von etwa 50 km östlich parallel zum Adlergebirge. Seine Breite beträgt etwa 7 km.

## Geografie
In 811 m Höhe trennt der Gebirgspass Przełęcz Spalona (Brandpass) das Gebirge in zwei Teile. Der nördliche Teil des Gebirges, durch den die Talsenke der Habelschwerdter Weistritz (Bystrzyca) verläuft, ist von dichten Wäldern und Torflagern gekennzeichnet. 
Im Hochmoor Cicha Łąka am Südosthang der Smolna (Vogelberg) entspringt die Habelschwerdter Weistritz. Das als Naturreservat geschützte Moor Torfowisko pod Zieleńcem (Seefelder) östlich von Zieleniec (Grunwald) bildet die Quelle der Wilden Adler (Dzika Orlica).
Höchster Berg ist die im südlichen Gebirgsteil gelegene Jagodna (Heidelberg) mit 977 m Höhe.
Die Täler der Reinerzer Weistritz (Bystrzyca Dusznicka) und der Wilden Adler trennen das Gebirge im Westen vom Adlergebirge. Entlang der Wilden Adler verläuft die Staatsgrenze zu Tschechien. Im Norden bildet die Reinerzer Weistritz die natürliche Grenze zum Heuscheuergebirge. Im Osten schließt sich jenseits des bei Boboszów (Bobischau) gelegenen 534 m hohen Gebirgspasses Przełęcz Międzyleska (Pass von Mittelwalde bzw. Grulicher Pass) das Glatzer Schneegebirge an.

## Höchste Erhebungen (in Nord-Süd-Richtung)
- Wolarz (Ochsenberg), 852 m
- Smolna (Vogelberg), 860,7 m
- Łomnicka Równia (Große Kapuzinerplatte), 898 m
- Biesiec (Todte Mann), 833 m
- Jagodna (Heidelberg), 977 m
- Czarna Góra (Schwarzerberg), 877 m
- Bochniak (Salzkoppe), 777 m